# Monaster Miljkov
Monaster Miljkov, także Miljkovo – prawosławny męski, a następnie żeński klasztor w pobliżu Belgradu, nad Moravą, w archieparchii belgradzko-karłowickiej Serbskiego Kościoła Prawosławnego. Święto patronalne klasztoru przypada w dniu Wprowadzenia Matki Bożej do Świątyni.

## Historia

### Do XIX w.
Monaster powstał najprawdopodobniej za panowania Stefana IV Lazarevicia, chociaż nie jest wykluczone, że w okresie tym doszło jedynie do odnowienia starszego klasztoru. Początkowo nosił nazwę Bukovica i był prawdopodobnie placówką filialną monasteru Manasija. Monaster został zniszczony w czasie panowania tureckiego w Serbii, chociaż nie ustalono, w którym momencie. Nie stało się to natychmiast po tureckiej inwazji, a przez pewien czas klasztor działał dzięki pomocy książąt wołoskich i mołdawskich. Ostatecznie jednak Turcy spalili i zniszczyli cały monaster i w czasie wojny austriacko-tureckiej w 1787 obiekt był już całkowicie zrujnowany. Klasztor odnowił zamożny kupiec Miljko Tomić, który następnie zamieszkał w nim i pozostał we wspólnocie (nie wiadomo jednak, czy złożył wieczyste śluby mnisze) do końca życia. Używana od tej pory nieoficjalna nazwa monasteru odnosi się do jego imienia.
Odbudowany monaster został zniszczony przez Turków ponownie, jednak również tym razem, na przełomie XVIII i XIX w., został odbudowany z inicjatywy ks. Miljka Risticia, którzy złożył w monasterze śluby zakonne z imieniem zakonnym Melecjusz. Spokrewniony z Jerzym Czarnym, Melecjusz wspierał pierwsze powstanie serbskie, przez co Turcy po raz kolejny zniszczyli monaster Miljkov. Melecjusz przeżył jednak i doprowadził do restytucji wspólnoty, która już w 1818 ponownie jest opisywana w źródłach jako czynny klasztor. Po śmierci mnicha jego grób zaczął być traktowany przez miejscową ludność jak miejsce święte.

### Monaster serbsko-rosyjski

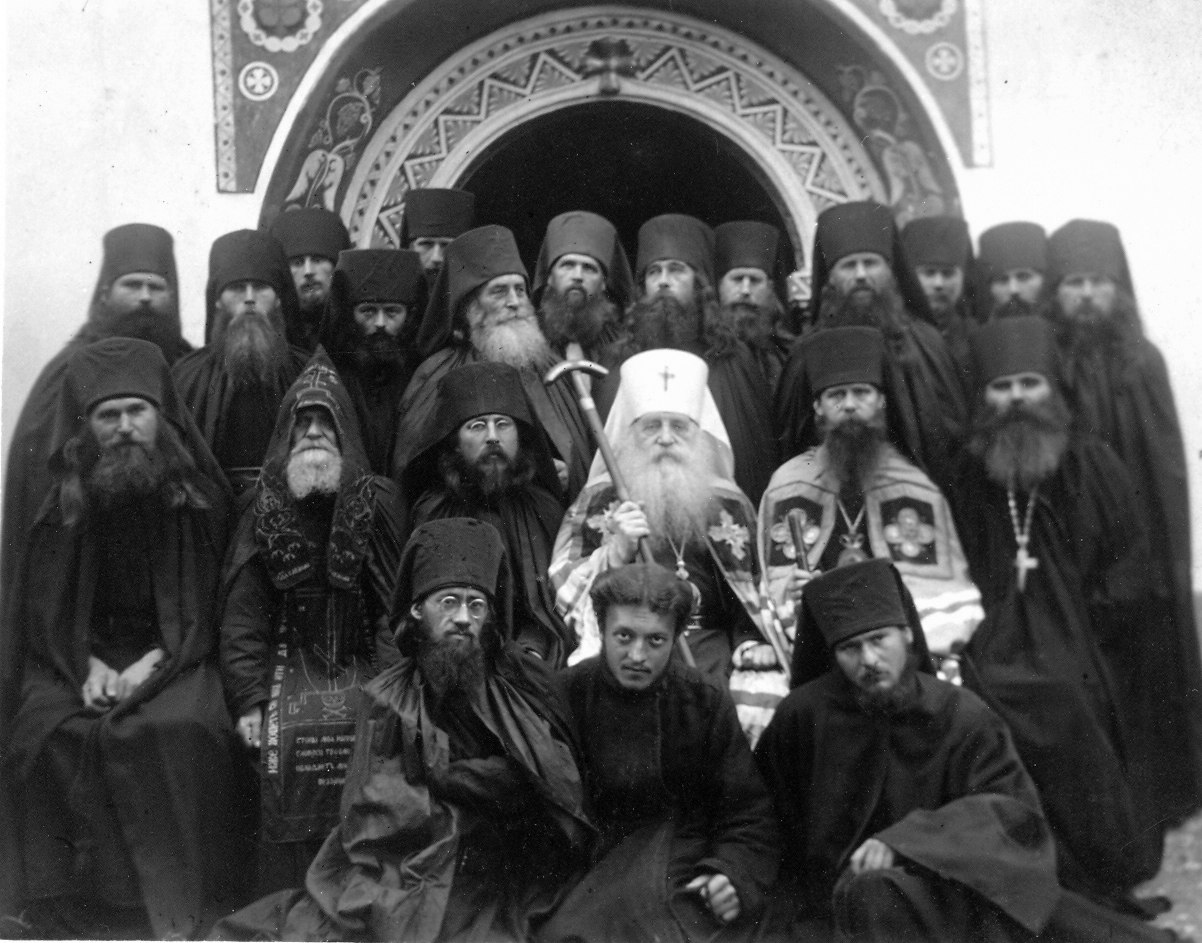
Wspólnota monasteru Miljkov w czasie wizyty Pierwszego Hierarchy Rosyjskiego Kościoła Prawosławnego poza granicami Rosji metropolity Antoniego (w białym kłobuku). Po obu stronach metropolity siedzą archimandryta Ambroży (z lewej) i biskup Tichon (z prawej). Wśród mnichów w górnym rzędzie z lewej Jan (Maksymowicz) i Antoni (Sinkiewicz), przyszli biskupi. W dolnym rzędzie w środku posłusznik Artiemij, późniejszy biskup Antoni (Miedwiediew)

Po rewolucji październikowej do monasteru zaczęli przybywać na emigrację mnisi rosyjscy. W 1925 lub 1926 dotychczasowy przełożony wspólnoty, ihumen Miron, oddał kierowanie klasztorem w ręce Teodozjusza, mnicha Monasteru Wałaamskiego. W 1926 na mocy porozumienia między Serbskim Kościołem Prawosławnym i Rosyjskim Kościołem Prawosławnym poza granicami Rosji klasztor Miljkov oficjalnie ogłoszono "monasterem rosyjsko-serbskim", do którego wprowadzono m.in. rosyjski śpiew cerkiewny. Do wspólnoty dołączyło kolejnych sześciu Rosjan, z których największą rolę w historii klasztoru odegrał hieromnich (następnie archimandryta) Ambroży (Kurganow). Dzięki jego działalności monaster Miljkov stał się jednym z najważniejszych centrów duchowych białej emigracji rosyjskiej w Jugosławii. W 1931 w monasterze przebywało siedemnastu mnichów, 10 Rosjan i 7 Serbów. Sytuacja finansowa klasztoru znacząco poprawiła się, co pozwoliło wspólnocie na rozbudowę i remonty budynków monasterskich. Monaster Miljkov stał się ważnym ośrodkiem pielgrzymkowym. Do monasteru regularnie przebywali biskupi serbscy oraz rosyjscy (emigracyjni), w tym Pierwszy Hierarcha Cerkwi Zagranicznej i jej współzałożyciel metropolita Antoni. Kilkakrotnie w klasztorze wystawiana była Kursko-Korzenna Ikona Matki Bożej „Znak”, otoczony największym kultem wizerunek maryjny przechowywany przez rosyjskich emigrantów.
Po śmierci archimandryty Ambrożego kierowanie klasztorem przejął ihumen Łukasz (Rodionow), który w 1936, za zgodą władz cerkiewnych, przeniósł się razem z całą wspólnotą do monasteru Tumane, podczas gdy dawne budynki monasteru Miljkov przejęli tamtejsi mnisi.

### Monaster żeński
Od 1952 monaster Miljkov działa jako żeński. Siedemnaście lat później uzyskał status zabytku.

## Związani z monasterem
W monasterze, pod kierunkiem Ambrożego (Kurganowa), życie zakonne rozpoczynali m.in. późniejsi biskupi Rosyjskiego Kościoła Prawosławnego poza granicami Rosji: Antoni (Bartoszewicz) i Jan (Maksymowicz), jak również serbski starzec Tadeusz (Štrbulović), teolog i archimandryta Cyprian (Kiern).

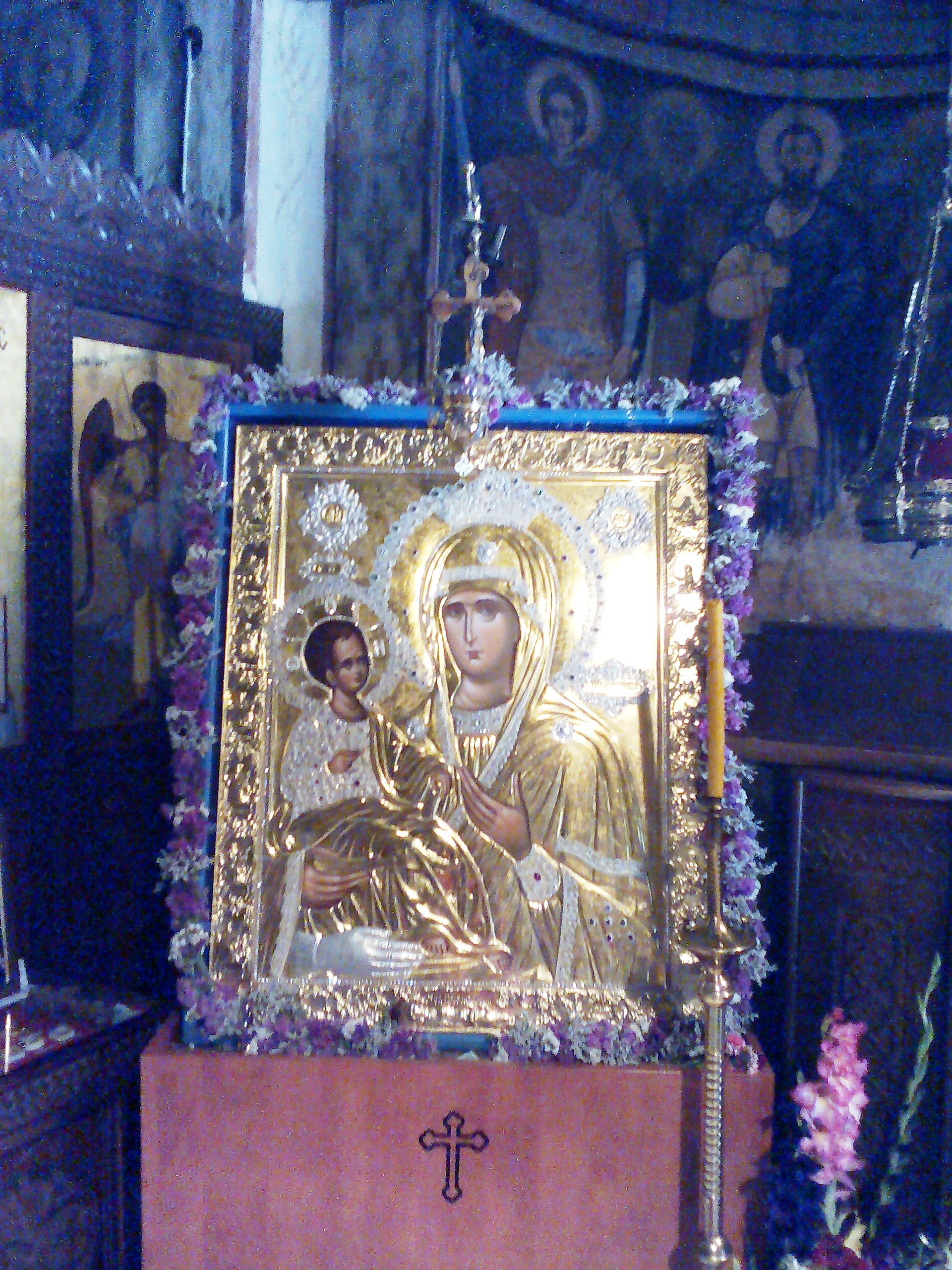
Trójręka Ikona Matki Bożej w monasterze
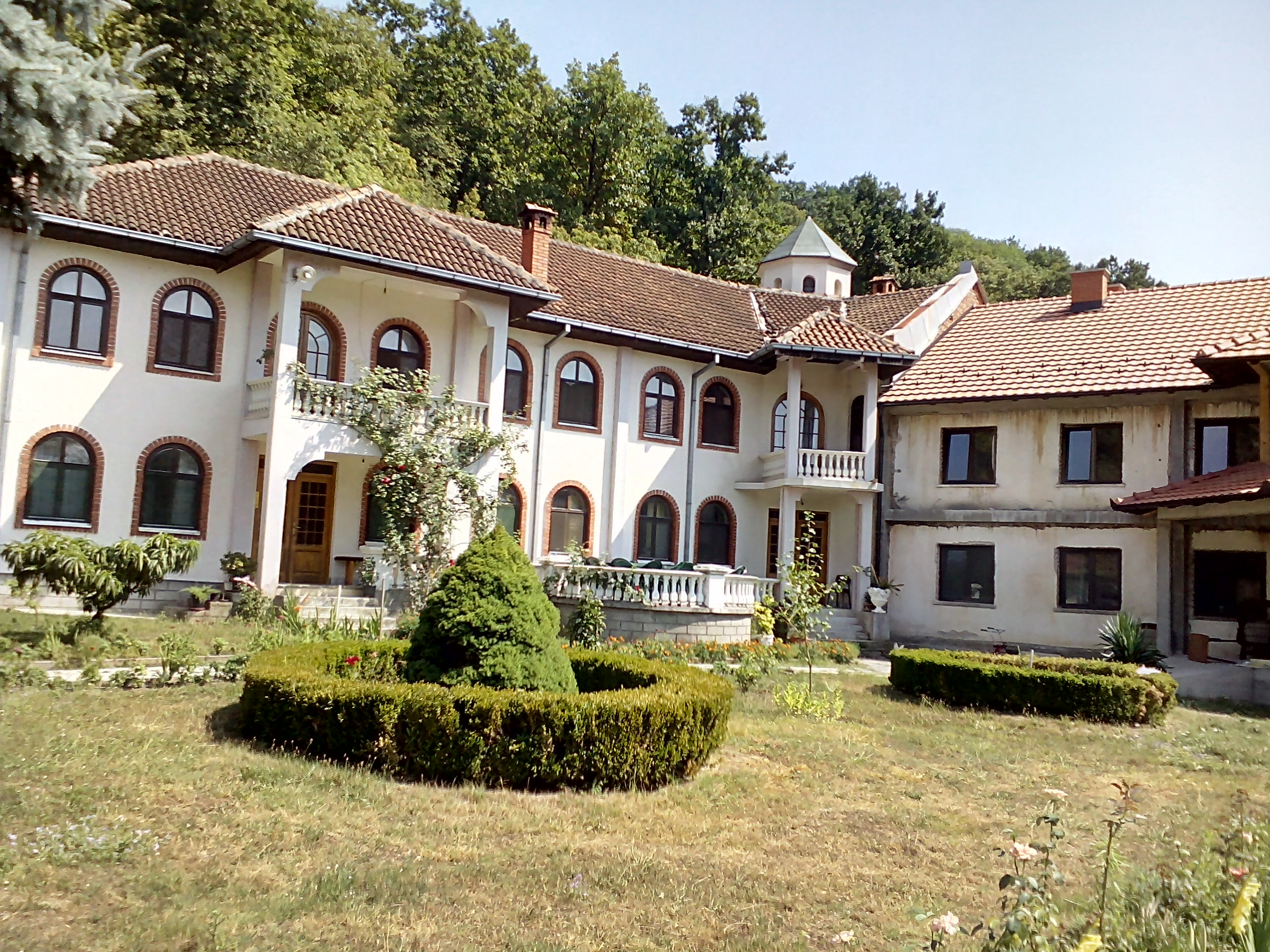
Budynek monasterski
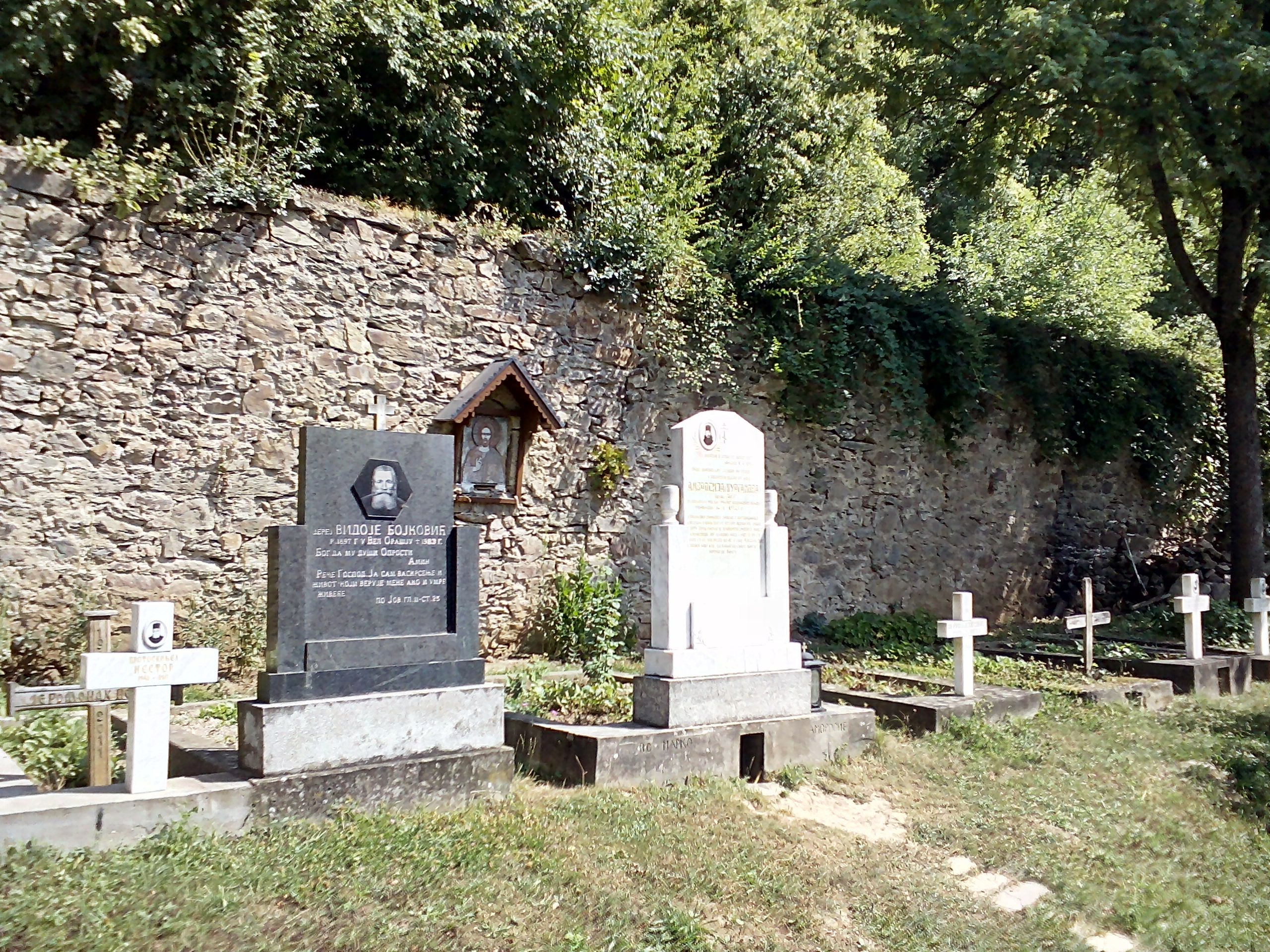
Cmentarz mnichów